# Mascot Records
Mascot Records er et hollandsk pladeselskab, der har specialiseret sig i rockmusik. Blandt selskabets kunstnere er Black Label Society, Bootsy Collins, Volbeat, Gojira, Black Country Communion, and Steve Lukather.
Mascot Records helt store succes har været det dansk heavy metalband Volbeat, som hor modtaget 10 platinplader. Derudover har de solgt over 1.000.000 albums i Europa, 100.000 fysiske plader i USA og mere end 500.000 digitale downloads.
I juni 2012 nåede Black Country Communion #1 på Storbritanniens rock albumhitliste og nåede gode placeringer i 10 andre europæiske lande.

## Kunstnere
- Black Country Communion
- Black Label Society
- Bootsy Collins
- Dublin Death Patrol
- Gojira
- Heathen
- Pestilence
- Steve Lukather
- Tracer
- Vandenberg's MoonKings
- Volbeat